# الحصن النارداران
الحصن النارداران (بالأذربيجانية: نارداران قالاسي) تم بناؤه في عام 1301 من قبل المهندس محمود بن سعد في الجزء الشمالي من شبه جزيرة أبشرون. يقع الحصن النارداران على بُعد 25 كم شمال مدينة باكو في قرية نارداران بالقرب من بلدة مشتاقة. استخدم شيروانشاه الحصن للمراقبة والدفاع، يقع مسجد نارداران أو حرم رحيمة خانم الذي تم بناؤه في عام 1663 على بُعد حوالي 200 متر من الحصن.
تحمل نقشة على حصن نارداران، تم ترجمتها بواسطة عبد الله الأصغر زادة تقول:
"بسم الله الرحمن الرحيم! أُم... باريكات... أمرت ببناء هذا المبنى بوسائلها الخاصة ودراهمها لمراقبة الله وإرضائه واستحقاق جميع مكافآته في شهر رمضان من السنة السابعة المائة "(700-1301)".
إن الموقع الجغرافي لحصن نارداران يشير إلى أنه لا يمكن أن يكون دفاعًا أساسيًا، تم بناء حصون مماثلة هناك حيث كان من المتوقع أن يتعرض للهجوم، كانت تلك المناطق في الحدود الغربية والسواحل الغربية لأبشرون، مع ذلك كان حصن نارداران بعيدًا جدًا عن الحدود الغربية لأبشرون وكذلك عن سواحلها.
في 24 أكتوبر 2001 تم تضمين حصن نارداران في قائمة اليونسكو للتراث العالمي المؤقت والتي تحتاج إلى الحماية العاجلة.

## بناء الحصن
الحصن مقسم إلى ثلاثة أجزاء: الجزء الأول من الحصن أعلى من الأجزاء الأخرى ويتراوح سمك الجدران بين 1.5 و 1.8 متر. يوجد بئر عميق في الطابق الأول من البرج في بعض المصادر، لاحظ أن الحصن كان مزودًا بنظام صرف صحي تحت الأرض.

### الكتابات العربية
فوق مدخل البرج المركزي على ارتفاع الطابق الثاني، هناك نقشتان منحوتتان من الحجر على النقشة الأخيرة، يظهر اسم السيد الذي بنى أيضًا المسجد والمئذنة القديمة في قرية شيخوف في القرن الرابع عشر ومسجدًا في باكو يُسحمى الله وتظهر التاريخ 1300.

## هندسة الحصن
يتألف ارتفاع البرج من ثلاثة طبقات مغطاة بقباب من الحجر المسطح ومرتبطة بسلالم حجرية، تم بناء الحصن من الحجارة البيضاء ويبلغ ارتفاع البرج 12 مترًا وارتفاع الجدران التي يحيط بها مختلفان بعضه، يقع الحصن في وسط فناء مربع ويوجد أيضًا 4 أبراج زاوية مع حواجز وفتحات للنظر من خلالها.